# Biografielijst Wd

## Wdo

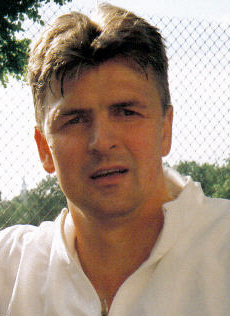
Dariusz Wdowcyk

- Dariusz Wdowczyk (1962), Pools voetballer en voetbaltrainer